# 清明公祭轩辕黄帝典礼
清明公祭轩辕黄帝典礼是每年4月上旬在陕西省延安市黄陵县黄帝陵景区举办的公祭活动，为官办黄帝祭之一。公祭典礼现由中共中央台办（国务院台办）、中共中央统战部（国务院侨办）、全国侨联与陕西省人民政府共同主办。
每一年典礼用干支纪年区别，典礼活动在清明时举办，或为4月4日，或为4月5日。2004年起，由陕西省人民政府主办。

## 历史
自唐代起，黄陵县黄帝陵成为官方认可的黄帝陵。宋明清均有官方祭祀，至近代沿袭。中华人民共和国建立后的1955年，地方政府开始主持祭祀活动。其后一度中断。1980年，当地恢复祭祀黄帝陵的传统。1999年起，祭祀典礼改在轩辕庙举行。
2000年代后，在中国地方政府推动本地举办各类公祭形式的祭祖活动的背景下。2004年开始，由陕西省人民政府主办清明公祭轩辕黄帝典礼。2008年1月，陕西省人民政府为“为进一步加强公祭轩辕黄帝活动的组织力量，充分挖掘黄帝文化资源，做大做强黄帝陵祭祖品牌”，成立陕西省公祭黄帝陵工作委员会。具体执行的陕西省公祭黄帝陵工作委员会办公室，简称省祭陵办，设在陕西省人民政府办公厅内，由相关人员担任正副主任。

## 典礼内容

##### 2018年
戊戌年清明公祭轩辕黄帝典礼于2018年4月5日9时50分开始，在桥山举行。中共陕西省委常委、常务副省长、陕西省公祭黄帝陵工作委员会主任梁桂宣布典礼开始。34通鼓声象征中国34个省级行政区；9响钟鸣代表最高礼数。全国人大常委会副委员长陈竺、全国政协副主席刘奇葆、中国国民党前主席洪秀柱，以及各类代表等先后敬献花篮。顺后程序，依次是中共陕西省委副书记兼省长刘国中读祭文，全体代表向轩辕黄帝像三鞠躬礼，乐舞告祭，“中华龙”盘旋升空。公祭结束后，依次瞻仰轩辕殿，拜谒黄帝陵。

##### 2021年
辛丑年清明公祭轩辕黄帝典礼于2021年4月4日9时50分开始，在桥山祭祀广场举行。共设九项内容：第一项，全体肃立、击鼓鸣钟；第二项，唱《黄帝颂》；第三项，敬献花篮；第四项，恭读祭文；第五项，向轩辕黄帝像行三鞠躬礼；第六项，乐舞告祭；第七项，龙飞中华；第八项，瞻仰轩辕殿，拜谒黄帝陵；第九项，种植桥山柏。

##### 2022年
壬寅年清明公祭轩辕黄帝典礼以“弘扬中华优秀传统文化，贯通民族发展血脉，铸牢民族共同体，增进民族凝聚力，继往开来，勇毅前行，共同谱写中华民族伟大复兴新篇章”为主题。2022年4月5日9时50分开始，在桥山——黄帝陵祭祀广场举行。34通鼓声象征中国34个省级行政区；9响钟鸣代表最高礼数。120名少年儿童齐唱《黄帝颂》。随后，各界人士敬献花篮，现场播放祭祖祈福视频，中共陕西省委副书记兼省长赵一德读祭文，全体代表向轩辕黄帝像三鞠躬。“金色飞龙”从祭台中心飞升。典礼结束后，参祭人员依次瞻仰轩辕殿，拜谒黄帝陵，种植桥山柏。

##### 2023年
癸卯年清明公祭轩辕黄帝典礼以“寻根祭祖黄帝陵 勠力同心创伟业”为主题。2023年4月5日9时50分开始，在桥山祭祀广场举行。34通鼓声象征中国34个省级行政区；9响钟鸣代表最高礼数。《黄帝颂》响彻全场。随后，各界人士敬献花篮，现场播放祭祖祈福视频，中共陕西省委副书记兼省长赵刚读祭文，全体代表向轩辕黄帝像三鞠躬。“金色飞龙”从祭台中心飞升。典礼结束后，参祭人员依次瞻仰轩辕殿，拜谒黄帝陵，种植桥山柏。

##### 2024年

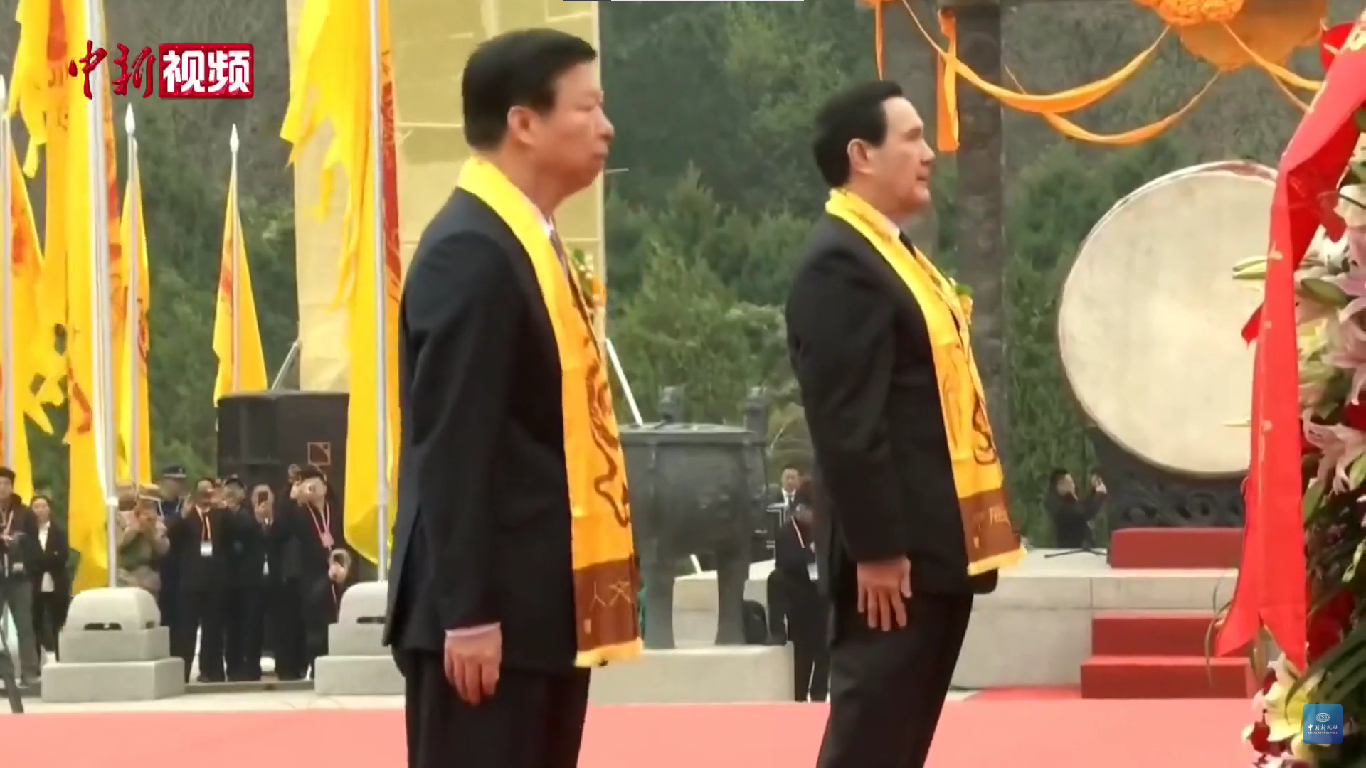
2024年4月4日，访问大陆的马英九出席清明公祭轩辕黄帝典礼，并与彭清华、蒋作君、赵一德、宋涛、马利怀、高峰等人敬献花篮。

2024年4月4日，甲辰（2024）年清明公祭轩辕黄帝典礼在陕西省延安市黄陵县桥山祭祀广场举行。9时50分，公祭典礼正式开始，两岸同胞、港澳同胞、海外侨胞代表共400余人参与。典礼包括九项仪程：全体肃立、击鼓鸣钟，唱《黄帝颂》，敬献花篮，恭读祭文，向轩辕黄帝像行三鞠躬礼，乐舞告祭，龙飞中华，瞻仰轩辕殿、拜谒黄帝陵，种植桥山柏。

#### 2025年
2025年4月4日9时50分，乙巳（2025）年清明公祭轩辕黄帝典礼在陕西省延安市黄陵县轩辕广场开始，两岸同胞、港澳同胞、海外侨胞等350余名代表参与。典礼包括九项仪程：全体肃立，击34通鼓，鸣9响钟；合唱《黄帝颂》；全国人大常委会副委员长张庆伟，全国政协副主席何报翔敬献花篮，中共陕西省委书记、省人大常委会主任赵一德代表陕西敬献花篮，主办单位及其他单位代表、港澳台侨同胞代表、社会各界代表敬献花篮；陕西省省长赵刚恭读祭文；全体人员向轩辕黄帝像行三鞠躬礼；乐舞告祭；龙飞中华；瞻仰轩辕殿、拜谒黄帝陵、种植桥山柏。

## 与河南新郑的争夺
2008年两会期间，四名陕西籍全国政协委员联名提出议案，要求将清明公祭轩辕黄帝典礼升格为国家级。与黄陵县争夺国家级黄帝祭的竞争者为自认是黄帝故里、举办黄帝故里拜祖大典的河南省新郑市。这一争议成为陕西、河南两省“黄帝之争”的一部分。